# (52602) Floriansignoret
(52602) Floriansignoret,, (désignation provisoire : 1997 TY5) est un astéroïde de la ceinture principale découvert le 2 octobre 1997 par le projet ODAS sur le plateau de Calern à Caussols.